# 蕭討古
蕭討古（10世纪—982年），遼朝（契丹）軍人，字括寧。
蕭敵魯之孫，蕭幹的侄子。应历初年，蕭討古出仕。冀王耶律敵烈、宣徽使耶律海思计划谋反，蕭討古把耶律阿列的计划密告辽穆宗。辽穆宗认为萧討古忠義，将朴謹公主嫁给他为妻。保寧末年，蕭討古任南京統軍使。
乾亨元年（979年），北宋攻打燕雲十六州，萧討古与北院大王耶律奚低在沙河对战宋軍，辽军敗走。萧討古不敢再战，屯駐清河以北。辽景宗听说萧討古战敗戦，派使者責问「卿等不严偵候，用兵无法，遇敵即敗，奚以将为」。萧討古害怕，在高梁河之战奮战击破宋軍。景宗赦免他的战敗之罪，降其为南京侍衛親軍都指揮使。乾亨四年（982年），去世。